# Vera Pompe Kirn
Vera Pompe Kirn, slovenska epidemiologinja raka in profesorica, * 1943
Vera Pompe Kirn je doktorirala na Medicinski fakulteti v Ljubljani in je specialistka socialne medicine in redna profesorica onkološke epidemiologije, je mednarodno priznana strokovnjakinja na področju epidemiologije rakavih bolezni. Od leta 1975, ko je izpeljala takrat pionirski prehod registracije rakavih bolezni na računalniško obdelavo, je bila predstojnica Registra raka za Slovenijo. Ob upokojitvi jo je Mednarodna zveza registrov raka imenovala za svojo častno članico.
Sodelovala je pri mednarodnih raziskavah, ki so jih vodili na dveh prestižnih ustanovah na področju epidemiologije raka, National Cancer Institutu iz Bethesde v Združenih državah Amerike in Mednarodni agenciji za raziskovanje raka v Lyonu. Objavila je okrog 70 člankov v uglednih revijah.
Leta 2004 je prejela priznanje Ambasador Republike Slovenije v znanosti.